# Ost-Route (Radschnellverbindung)
Die Ost-Route (RSV 9) ist ein von dem landeseigenen Unternehmen infraVelo geplanter Radschnellweg (Eigenschreibweise Radschnellverbindung) in Berlin.
Die Route wird sich auf einer Länge von etwa 23 Kilometern vom U-Bahnhof Hönow durch die Bezirke Marzahn-Hellersdorf, Lichtenberg, Friedrichshain-Kreuzberg und Mitte bis zum S-Bahnhof Tiergarten erstrecken.
Dort ist eine Weiterführung über den Radschnellweg West-Route (RSV 5) bis zur westlichen Landesgrenze in Staaken vorgesehen.
Ein Zeitpunkt für den Baubeginn wird nicht genannt. Der Radschnellweg befindet sich Stand Anfang 2024 in der Vorplanungsuntersuchung.

## Geschichte
In dem im Jahr 2018 verabschiedeten Berliner Mobilitätsgesetz wurde als Ziel gesetzt, mindestens 100 Kilometer Radschnellwege in Berlin zu errichten. In den Jahren zuvor wurden bereits im Auftrag der SenUVK (heute SenMVKU) 30 Trassenkorridore untersucht, aus denen sich 10 potentielle Routen ergeben haben, die weiter verfolgt wurden.
Am 9. Dezember 2019 fand eine Informationsveranstaltung über mögliche Routenvarianten des Teilabschnitts Tiergarten – Landsberger Allee statt. Die Planungsfirmen ETC Gauff Mobility, Ramboll und EIBS, Verkehrsstaatssekretär Ingmar Streese, Bezirksstadträtin Sabine Weißler (Bezirk Mitte), die Umweltstadträtin Clara Herrmann (Bezirk Friedrichshain-Kreuzberg) und 70 Interessierte nahmen an der Veranstaltung teil.
Am 26. Februar 2020 wurde auch der östliche Abschnitt Landsberger Allee – Marzahn mit dem Planungsteam, Ingmar Streese, Bezirksstadträtin Nadja Zivkovic (Marzahn-Hellersdorf) und 80 Teilnehmenden aus der Öffentlichkeit auf einer öffentlichen Veranstaltung diskutiert.
Im Anschluss an die durchgeführte Machbarkeitsuntersuchung wurde am 6. April 2022 die Vorzugstrasse, aufgrund der COVID-19-Pandemie per Livestream, vorgestellt.

## Vorzugstrasse

### Bezirk Marzahn-Hellersdorf
Der Startpunkt des Radschnellwegs soll an der östlichen Landesgrenze zum Landkreis Märkisch-Oderland am U-Bahnhof Hönow sein. Dort ist laut infraVelo Ziel in Absprache mit Behörden des Landkreises Fahrrad-Pendlerrouten an die Ost-Route anzuknüpfen. Vom Startpunkt aus verläuft die Trasse entlang der U-Bahnlinie 5 bis zur Kreuzung Hellersdorfer Straße/Cecilienstraße. Ab dort soll die Route über die Cecilienstraße, den Blumberger Damm, den Kornmandelweg, die Eitelstraße und die Allee der Kosmonauten bis zur Bezirksgrenze zu Lichtenberg führen.

### Bezirke Lichtenberg und Friedrichshain-Kreuzberg
Weiter soll die Trasse am Landschaftspark Herzberge und am Evangelischen Krankenhaus Königin Elisabeth Herzberge vorbei über die Siegfriedstraße, die Bornitzstraße und die Scheffelstraße bis nach Friedrichshain verlaufen.
In Friedrichshain wird der S-Bahn-Ring überquert. Weiter soll es über Eldenaer Straße und Proskauer Straße bis zur Frankfurter Allee und Karl-Marx-Allee gehen, wo der Radschnellweg wieder entlang der U-Bahn-Linie U5 verläuft. Nach dem Strausberger Platz wird die Bezirksgrenze zu Mitte überquert.

### Bezirk Mitte
Am Alexanderplatz ist geplant den Radschnellweg in zwei Strecken zu teilen, die sich nach der Umfahrung wieder zusammenfügen sollen, um die Museumsinsel (Berlin) am Berliner Dom und Berliner Schloss zu überqueren. Entlang des Boulevards Unter den Linden führt die Vorzugstrasse bis zum Brandenburger Tor, welches nicht durchquert, sondern auf beiden Seiten umfahren wird. Nach dem Brandenburger Tor soll sie weiter auf der Straße des 17. Juni über den Großen Stern bis zum S-Bahnhof Tiergarten, wo der Endpunkt erreicht sein wird verlaufen. Die West-Route (RSV 5) soll von dort aus weiter führen.

## Kritik
Die Machbarkeitsstudie zur Führung des Radschnellwegs über den Pariser Platz und den Platz des 18. März durch das Brandenburger Tor wurde vom Fußgängerverband Fuss e.V. für mögliche Flächennutzungskonflikte zwischen Radfahrenden und Fußgängern kritisiert. Die ausgewählte Vorzugstrasse sieht nun vor, dass der Radschnellweg nördlich über die Dorotheenstraße und südlich über die Behrenstraße am Brandenburger Tor vorbei geleitet wird.
In früheren Untersuchungen wurde eine Routenvariante entlang des heutigen Verlaufs der Radroute RR8 durch den Landschaftspark Herzberge in Betracht gezogen. Aufgrund von Kritik und naturschutzrechtlicher Bedenken, wie der erforderlichen Versiegelung des Bodens und Lichtverschmutzung durch die nächtliche Beleuchtung, wurde diese Routenvariante jedoch verworfen.